# Вествиго (Луизијана)
Вествиго (енгл. Westwego) град је у америчкој савезној држави Луизијана.

## Демографија
По попису из 2010. године број становника је 8.534, што је 2.229 (-20,7%) становника мање него 2000. године.
| Група             | 2000.         | 2010.         |
| Белци             | 7.846 (72,9%) | 5.996 (70,3%) |
| Афроамериканци    | 2.155 (20,0%) | 1.726 (20,2%) |
| Азијати           | 169 (1,6%)    | 64 (0,7%)     |
| Хиспаноамериканци | 386 (3,6%)    | 530 (6,2%)    |
| Укупно            | 10.763        | 8.534         |